# Sankt Andrä-Höch
Sankt Andrä-Höch är en kommun i Österrike. Den ligger i distriktet Leibnitz i förbundslandet Steiermark. Kommunens förvaltning ligger i Sankt Andrä im Sausal.
Kommunen består av åtta orter (Ortschaften) (inom parentes invånarantal 1 januari 2024):

- Brünngraben (95)
- Fantsch (156)
- Höch (189)
- Neudorf im Sausal (382)
- Reith (149)
- Rettenberg (256)
- Sankt Andrä im Sausal (349)
- Sausal (154)